# Nazionale di bob delle Samoa Americane
La nazionale di bob delle Samoa Americane è la selezione che rappresenta le Samoa Americane nelle competizioni internazionali di bob.
La squadra ha preso parte ad una sola edizione dei giochi olimpici invernali, a Lillehammer 1994.
Fu la prima la volta che le Samoa Americane inviarono atleti ai Giochi olimpici invernali, seguiti poi solo dallo skelotonista Nathan Crumpton a Pechino 2022.

## Storia
Nel 1992 Lance Funston, uomo d'affari di Philadelphia ed ex bobbista che l'anno precedente aveva fondato la Federazione del Bob delle Samoa Americane, contattò Tia Muagututia, militare appartenente ai Navy SEAL che all'epoca praticava molti sport (pallavolista della squadra della marina statunitense, calciatore della squadra delle forze armate, softball e altri sport, oltre ad aver partecipato alle olimpiadi militari) per tentare di formare una squadra. La prima esperienza di Muagutita con il bob avvenne nel centro di addestramento di Calgary, in Canada, nel novembre 1992. Si qualificò per partecipare alle Olimpiadi invernali del 1994, tenutisi a Lillehammer, Norvegia, ottenendo 38 punti in due competizioni internazionali di bob organizzate a Calgary, quindi superiori al punteggio minimo di 20, e prendendo parte anche a cinque competizioni internazionali, tra cui alcune in Austria e Svizzera. Tra i migliori risultati si registrò anche un decimo posto in una gara della Coppa America di bob.
Venne dunque selezionato per rappresentare le Samoa Americane ai XVII Giochi olimpici invernali come pilota della gara di bob a due insieme al frenatore statunitense Brad Kiltz originario di Indianapolis e alla riserva Joe McDonal di Atlanta: ciò fu possibile poiché le Samoa Americane sono un territorio non incorporato degli Stati Uniti d'America, per cui i rispettivi atleti avevano formalmente la stessa cittadinanza.
La squadra fu allenata da William "Buddy" Hoblak e Jim Hickey bobbista statunitense che partecipò alla gara di bob a quattro delle olimpiadi di Sapporo 1972.
Nella prima manche olimpica Muagututia e Kiltz si sono piazzati al 41º posto su 43 equipaggi con il tempo di 55,57 secondi; nella seconda manche sono stati di nuovo 41°, migliorandosi con un tempo di 55,25 secondi; nella terza discesa guadagnarono la 37ª posizione con 55,06 secondi; nella quarta e ultima manche hanno concluso al 38º tempo con 55,16 secondi. Complessivamente hanno concluso la gara al 39º posto della classifica, con il tempo complessivo di 3:31,04.

## Partecipazione ai giochi olimpici invernali

### Bob a due maschile
| anno | città       | classifica | composizione                   |
| ---- | ----------- | ---------- | ------------------------------ |
| 1994 | Lillehammer | 39°        | Faauuga Muagututia, Brad Klitz |